# Forstfeld
Forstfeld é uma comuna francesa na região administrativa de Grande Leste, no departamento Baixo Reno. Estende-se por uma área de 4,88 km². Em 2010 a comuna tinha 749 habitantes (densidade: 153,5 hab./km²).